# Broșteni, Iași
Broșteni este un sat în comuna Vlădeni din județul Iași, Moldova, România.
Broșteni este un sat răsfirat, de vale, situat pe sesul Jijiei în partea stângă. De la Vlădeni se poate ajunge pe drumul comunal DC3, la 7,5 km distanță. Pădurea de foioase din partea de sud a localității este o parte a perimetrului silvic al comunei (26% din totalul terenului agricol).